# Щоденник покоївки
«Щоденник покоївки» (фр. Le Journal d'une femme de chambre) — роман французького письменника, драматурга та публіциста Октава Мірбо (1848–1917), який був опублікований французькою мовою 1900 року і «наробив багато галасу через свій зміст. Написаний від імені покоївки Селестіни, цей твір дає уявлення про Францію кінця дев'ятнадцятого століття у багатьох вимірах — соціальному, політичному, культурному, і, не в останню чергу, сексуальному». Українською мовою роман переклала Наталя Романович-Ткаченко.

## Сюжет
Оповідь у романі ведеться від імені Селестіни Р., яка виросла у бідній родині, рано втратила батька, залишилася з матір'ю-алкоголічкою та передчасно познайомилася з дорослим світом. Селестіна часто піддавалася гніву, не тямила себе, чинячи імпульсивні вчинки, через що часто залишалася без роботи.
Приїхавши з Парижа до провінційного нормандського містечка Меніль-Руа Селестіна влаштовується на роботу покоївкою у родині Ланлер. У своєму щоденнику вона розповідає про своє теперішнє життя, про господарів, сусідів, слуг та власні відчуття, згадуючи і попередній досвід, не уникаючи і численних еротичних епізодів. У цих спогадах багато як ліричних, так і брутальних, а також сатиричних моментів. Характеристики, дані Селестіної більшості своїх господарів, сповнені щонайменше іронії, проте найчастіше саркастичні аж до непристойності. Зрештою Селестіна «вибивається в люди»: стає багатою пані, вийшовши заміж за слугу, що обікрав своїх господарів.

## Екранізації
| Рік  | Країна            | Назва фільму українською | Оригінальна назва                 | Режисер      | Виконавиця головної ролі |
| ---- | ----------------- | ------------------------ | --------------------------------- | ------------ | ------------------------ |
| 1916 | Російська імперія | Щоденник покоївки        | Дневник горничной                 | Н. М. Мартов | ?                        |
| 1946 | США               | Щоденник покоївки        | The Diary of a Chambermaid        | Жан Ренуар   | Полетт Годдар            |
| 1964 | Франція- Італія   | Щоденник покоївки        | Le journal d'une femme de chambre | Луїс Бунюель | Жанна Моро               |
| 2015 | Франція- Бельгія  | Щоденник покоївки        | Journal d'une femme de chambre    | Бенуа Жако   | Леа Сейду                |